# Escut de Pontós
L'escut oficial de Pontós té el següent blasonament:
Escut caironat partit: 1r de sinople; 2n d'argent; ressaltant sobre la partició un pont de 2 ulls de l'un en l'altre. Per timbre una corona mural de poble.

## Història
Va ser aprovat el 28 d'octubre de 1999 i publicat al DOGC el 26 de novembre del mateix any amb el número 3024.
El pont és un senyal parlant tradicional al·lusiu al nom del poble.